# ناخرا
ناخرا (به اسپانیایی: Nájera) یک دهستان در اسپانیا است که در استان لاریوحا واقع شده‌است. ناخرا ۳۷٫۴۴ کیلومتر مربع مساحت و ۸٬۴۰۴ نفر جمعیت دارد و ۴۸۵ متر بالاتر از سطح دریا واقع شده‌است.